# Чемпионат мира по карате 1977
4-й чемпионат мира по карате прошёл с 21 по 22 апреля 1977 года в Токио (Япония).

## Мужчины
| Категория                   | Золото            | Серебро                | Бронза                          |
| --------------------------- | ----------------- | ---------------------- | ------------------------------- |
| Индивидуальные соревнования | Отти Роезоф (NED) | Эуген Кодрингтон (GBR) | Хуан Педро Кабрилла (ESP)       |
| Индивидуальные соревнования | Отти Роезоф (NED) | Эуген Кодрингтон (GBR) | Чен Чиен (Китайская Республика) |
| Командные соревнования      | Нидерланды        | ФРГ                    | Франция                         |
| Командные соревнования      | Нидерланды        | ФРГ                    | Иран                            |

## Медальный зачет
| Место | Страна               | Золото | Серебро | Бронза | Всего |
| ----- | -------------------- | ------ | ------- | ------ | ----- |
| 1     | Нидерланды           | 2      | 0       | 0      | 2     |
| 2     | Великобритания       | 0      | 1       | 0      | 1     |
| 2     | ФРГ                  | 0      | 1       | 0      | 1     |
| 4     | Франция              | 0      | 0       | 1      | 1     |
| 4     | Иран                 | 0      | 0       | 1      | 1     |
| 4     | Китайская Республика | 0      | 0       | 1      | 1     |
| 4     | Испания              | 0      | 0       | 1      | 1     |
| Всего | Всего                | 2      | 2       | 4      | 8     |